# فهرست افواج قشون ایران
قشون ایران در دوره قاجاریان مبتنی بر افواج پیاده، سواره و توپچی بوده است. فهرست رو به تکمیل زیر بخشی از این افواج را به همراه برخی از فرماندهان آنها در دوره‌ای خاص نشان می‌دهد. این فهرست هنوز کامل نیست.
- فوج فراهان
- فوج گوران
- فوج کلهر
- فوج سرندی[۱]
- فوج جدید خواجه‌وند و عبدالملکی[۱]
- فوج کرندی[۱]

## مناطق آذربایجان
- فوج سواره نظام شاهسون ایل قورت بیگلو به فرماندهی حسینقلی خان میرپنجه (۱۲۹۵ ق)
- فوج توپچیان طایفه مقدم، نصرت بیک وکیل (۱۲۹۸ ق)
- فوج توپچیان خرقانی، اصلان خان سرتیپ (۱۲۸۹ ق)
- فوج توپچیان طایفه مقدم ساوجبلاغ، محمدکریم بیک یاور (۱۲۹۹ ق)
- فوج مخبران توپخانه مقدم، بیوک خان سرهنگ (۱۲۹۹ ق)
- فوج سواران شاهسون مشکین، محمدقلی خان سرکرده
- فوج اول خاصه، حسام‌الدوله (۱۲۹۷ ق)
- فوج اول توپخانه بهارلو
- فوج توپچیان اتریشی، اسدالله‌خان یاور (۹۹-۱۲۹۵ ق)
- فوج توپچیان مرندی، محمدبیک یاور (۱۲۹۹ ق)
- فوج چهارم تبریزی، آقاخان سرتیپ ( ۱۲۹۵ ق)
- فوج توپچیان طایفه مرندی و خلخالی، نعمت‌الله سرهنگ
- فوج دوم توپخانه طایفه تبریزی، صفرعلی سرهنگ
- فوج ایل بهارلو، نجف‌قلی‌خان ایل‌بیگی (۱۳۰۳ ق)
- فوج توپچیان فوج بهادران توپخانه طایفه بهارلو، الهوردیخان سرتیپ (۱۲۹۵ق)
- فوج دهم بهادران، شیخ علی خان سرتیپ (۱۲۹۸ ق)
- فوج نهم خوی، میرعلی خان سرهنگ (۱۲۹۸ ق)
- فوج پنجم طایفه خوی، تقی خان سرتیپ (۱۲۹۸ ق)
- فوج سواره طایفه دلیکانلوی شقاقی، یوسف‌علی‌خان سرکرده (۱۲۹۴ ق)
- فوج هشتم شقاقی، حسین‌علی‌خان جنرال آجودان مخصوص (۱۲۹۷ ق)
- فوج ششم شقاقی، بیوک خان یاوردوم (۱۲۹۶ق)
- فوج پنجم شقاقی، بیوک خان یاور (۱۲۹۷ ق)
- فوج مخبران شقاقی، محمدرضاخان سرهنگ (۱۲۹۶ ق)
- فوج ششم اقبال تبریزی قراول خاصه شاهی ابوابجمعی شجاع السلطنه (۱۲۹۹ق)
- فوج قهرمانیه، شیرعلی سلطان (۱۲۸۸ ق)
- فوج اخلاص افشار، خان باباخان سرتیپ (۱۲۹۱ ق)
- فوج جدید افشار، محمودخان یاور (۱۲۹۰ ق)
- فوج توپچیان طایفه افشار، رجبعلی خان میرپنج (۱۲۹۶ ق)
- فوج اول توپخانه طایفه افشار، محمدرضاخان سرتیپ (۱۲۹۶ ق)
- فوج بهادران طایفه افشار، محمدآقا نایب اول (۱۲۹۷ ق)
- فوج سواره افشار ارومی، یوسف‌خان افشار قاسملو (۱۲۶۷ق)، محمدباقرخان (۱۲۹۵ ق)
- فوج هشتم افشار تومان اول، اقبال الدوله
- فوج توپچیان فوج بهادران افشار و اول طایفه افشار، رجبعلی خان سرتیپ (۱۲۹۴ ق)
- افواج قدیم و جدید قزوین ابوابجمعی محمدخان امیرتومان
- فوج پنجم ایلات قراچه داغی
- فوج سواران ایل شاهسون بغدادی عراق عجم به فرماندهی علی اکبرخان منصور‌نظام
- فوج مظفر مراغه
- فوج مخبران ماکویی
- فوج طایفه ارونقی
- فوج گرمرود
- فوج توپچیان طایفه گروسی
- فوج سوادکوهی، ابوابجمعی میرزاکریم خان سرهنگ
- فوج سربندی، ابوالفتح سرهنگ ابراهیم خان سهام الملک
- فوج عرب و عجم بسطام، محمدباقرخان سرهنگ
- فوج دماوندی، ابوالقاسم‌خان سرتیپ
- فوج طایفه لک
- فوج ملایری
- فوج کمره
- فوج دهم خوی، عباسقلی‌خان بادکوبه‌ای

## شمال شرق
- فوج سواره کوهستانی، جمعی حاجی آزادخان (۱۲۹۱ ق)
- فوج سواره تیموری، جمعی عطاءالله‌خان و علی‌مرادخان (۱۲۹۱ ق)
- فوج سواره هراتی، جمعی محمدحسن خان کوهستانی (۱۲۹۱ق)
- فوج سواره هزاره، یوسف خان سرتیپ (۱۲۹۱ ق)
- فوج سواره سرجامی
- فوج سواره سبزواری، سعادت قلی خان (۱۲۹۰ ق)
- فوج سواره چنارانی
- فوج سواره رادکانی، محمدرضاخان(۱۲۹۰ ق)
- فوج قرایی درساخلوی سرخس، علی نقی بیک یاور (۱۲۹۰ ق)
- فوج سواره عمارلو، جمعی عبدالله بیک (۱۲۹۰ ق)
- فوج سواره بجستاتی، جمعی گل محمدخان (۱۲۹۰ق)
- فوج سواران جیم‌آبادی، جمعی علیخان بیک بهادری (۱۲۹۰ ق)
- فوج سواره چولایی، جمعی رستم خان (۱۲۹۰ق)
- فوج سواره درگزی
- فوج سواره خوافی
- فوج سواره باخرزی
- فوج سواره میامی
- فوج سواره طوسی
- فوج سواره کنه بیست
- فوج سواره سنگ‌بست
- فوج سواره بجنوردی
- فوج سواره کلاتی
- فوج سواره تیموری
- فوج سواره قوچانی
- فوج سواره مزدورانی
- فوج سواره دزداب
- فوج سواره طبسی
- فوج سواره ثموری
- فوج سواره کابلی
- فوج سواره مزینانی
- فوج پیاده نظام نیشابور به فرماندهی حیدرقلی‌خان سرتیپ (۱۲۸۰ق)
- فوج پیاده نظام ترشیزی، عباس‌خان سرتیپ (۱۲۸۳ق)
- فوج پیاده نظام قاینی، امیرعلم‌خان حشمت‌الملک (۱۲۸۲ق)